# جان نایت (سیاستمدار)
جان نایت (انگلیسی: John Knight; ۲۰ نوامبر ۱۹۴۳ – ۴ مارس ۱۹۸۱) دیپلمات، و سیاستمدار اهل استرالیا بود.
وی همچنین برندهٔ جوایزی همچون برنامه فولبرایت شده‌است.